# ماتارووا
ماتارووا (به صربی: Matarova) یک منطقهٔ مسکونی در صربستان است که در کورشوملیا واقع شده‌است. ماتارووا ۸۳ نفر جمعیت دارد.